# Szugseb kagju
Szugseb kagju (język angielski. Shugseb Kagyu) – szkoła kagju buddyzmu tybetańskiego, jedna z tzw. ośmiu mniejszych szkół kagju, wywodzących się od ucznia Gampopy (1079-1153) Pagmodrupy (transliteracja Wyliego. phag mo gru pa rdo rje rgyal po, 1110–1170). Założył ją Gjergom Czenpo Szonnu Drakpa (transliteracja Wyliego. gyer sgom chen po gzhon nu grags pa, 1090-1171), jeden z ośmiu głównych uczni Pamodrupy. Był on założycielem klasztoru w Nyiphu. 